# Southsea
Southsea – miasto w Anglii, w hrabstwie ceremonialnym Hampshire, w dystrykcie (unitary authority) Portsmouth. Kurort nadmorski, administracyjna część miasta Portsmouth, leży 105 km na południowy zachód od Londynu. W 2001 roku civil parish liczyła 18 514 mieszkańców.